# Lebbeus grandimanus
Lebbeus grandimanus es una especie de camarón omnívoro de la familia Hippolytidae, orden Decapoda. Es una gamba que se alimenta de peces pequeños, algas y copépodos. 

## Morfología
La coloración es gris transparente con franjas rojas y amarillas.

## Distribución
Habita en las costas del Canal de la Mancha. Es comestible en Austria y Alemania.